# Väski
Väski est une île de l'archipel finlandais à Naantali en Finlande.

## Géographie
Elle appartient à la municipalité de Naantali et est occupé par un parc d'attraction destiné à l'école primaire sur le thème des pirates. 24 200 personnes l'ont visitée en 2009.

## Transports
L'été, l'île est desservie par deux traversiers qui partent de la vieille ville de Naantali: le M/S Rosita qui accueille 100 passagers et le M/S Kymppi qui accepte 80 passagers.

## Histoire
Une série de MTV3, Aarresaaren sankarit y a été tournée en 2003.

### Articlesconnexes
- Liste d'îles de Finlande